# Tubbared

Tubbared är en by i Bollebygds socken, Bollebygds kommun. 
Tubbared består av en samling bostadshus och gårdar belägna alldeles invid Östra Nedsjön. I Tubbared finns en kommunalt hållen badplats, Tubbared sand, med sandstrand.
Fram till det egentliga Tubbared leder en väg som följer sjökanten. Längs denna väg ligger bostadshus och gårdar, däribland ett före detta skolhus. Området längs vägen kallas i folkmun också "Tubbared".